# 高崎一郎
高崎 一郎（たかさき いちろう、本名：俊威 ジョニー 高崎（としたけ ジョニー たかさき）、1931年〈昭和6年〉5月13日 - 2013年〈平成25年〉8月10日）は日本の司会者、実業家。元ニッポン放送プロデューサー・パーソナリティ、パシフィック音楽出版（フジパシフィックミュージックの前身）社長。株式会社三越顧問。血液型はB型。
イギリス・ロンドン市オックスフォード生。南カリフォルニア大学卒業。

## 来歴・人物
本名はジョニーだが、両親は共に日本人で、父は外交官。日本大使館に勤めていた父の赴任先、ロンドンで出生。多忙な両親に代わってイギリス人のメイドに育てられたため、幼少時は日本語がほとんど話せなかった。
小学校3年生の時に太平洋戦争が開戦、一家は帰国し、初めて祖国の地を踏む。
学徒動員された荻窪の飛行機工場で旋盤工として働いていた際には戦争捕虜の通訳を依頼されることもあった。
敗戦後、戦犯容疑に問われた父が巣鴨プリズンで獄中死し一家は離散した。バイリンガルの高崎は進駐軍将校に雇われ、高校卒業まで学業のかたわらハウスボーイをしていた。
青山学院大学進学後も通訳のアルバイトで自活し、奨学金を得て留学した南カリフォルニア大学(USC)では近代アメリカ文学を専攻。卒業後も滞米し、ニューオーリンズで本場のデキシーランド・ジャズに、ニューヨークでは放送ビジネスに触れ、ディスクジョッキースタイルを体得した。

### ニッポン放送時代
帰国後、豊富な知見と語学力を買われて後発局のニッポン放送にプロデューサーとして入社。外国人タレント招聘を含む渉外業務、ニュース翻訳、番組総括まで幅広く手掛けるかたわら、当時の社会主義諸国以外の多くの国を取材して回った。
高聴取率番組『ベスト・ヒット・パレード』ではみずからディスクジョッキーを買って出たが、「DJ」という概念が日本の聴取者に馴染みの薄かった初期には本職のアナウンサーを中心に風当たりが強かったという。しかし、知己のNHKアナウンサーと音楽評論家にモニターを依頼し、つねに批評を受けながらみずからの語り口を確立した。スポンサーとリスナーからも支持されて、裏方出身の高崎は黎明期のラジオパーソナリティーに転身した。
深夜ラジオ番組の草分け『オールナイトニッポン』には企画立案段階から関与し、進んで初代パーソナリティも務めた。「奥様、お嬢様が泣いて喜ぶ、あ・な・た・の高崎一郎です」などの文句と、ソウルチューンをノンストップで掛けるディスコスタイル等が特徴的であった。ミュージシャンの大滝詠一は、高崎のことを「自身の少年時代のアイドル」として挙げている。

同番組のテーマソングとして有名な"BITTERSWEET SAMBA"は高崎担当の放送初日にスタッフが当初予定されていたA面の曲（『ティファナ・タクシー』）を間違えてB面の曲を掛けてしまったという説があるが、当時発売されていたシングル(EP版)で両曲のカップリングはなく俗説である。また、亀渕昭信によると、高崎自身にこの曲を選んだのか間違えたのかを質問したところ、はぐらかされてしまったそうである。
この間、引き続きライナーノーツ執筆や訳詞、海外タレントとの交渉契約業務から通訳、音楽評論まで幅広く手掛けた。覆面作詞家『ジョニー・ウッドマン』としても、同じく覆面作曲家の『ハリー・ウィリアムス』（鈴木邦彦）らと組み、いくつかの流行曲を手掛けている。
また、1966年にニッポン放送によるパシフィック音楽出版、ニッポン放送サービス（現ポニーキャニオン）の設立に携わる。パシフィック音楽出版では後に社長に就任している。
1967年1月11日、ジョーン・バエズが初来日。同月13日からバエズはツアーを開始し、高崎はコンサートの司会通訳を務めた。当時の週刊誌は、米国のCIAから圧力がかかり、高崎が意識的な誤訳を強要された疑いがあると報じた。
1968年、ザ・フォーク・クルセダーズの新曲の作詞をサトウハチローに東芝の担当ディレクターとともに依頼。『悲しくてやりきれない』の作詞を高崎らの目の前で30分で書いた。

### テレビ進出以降
その後、系列のフジテレビに活躍の舞台を移し、『オールナイトフジ』（第1期）初代司会者に抜擢される。時折べらんめぇ調の本音も交えたトーク等を披露していた。
放送媒体を活用した通信販売事業にも着目し、同じ構想を抱いていた三越専務（後に社長）の岡田茂とともに、1970年10月1日に本邦初のテレビショッピングコーナーを含む、実験的生放送番組『東京ホームジョッキー』（翌年に系列局へのネット開始にともない『リビング4』に改題）を企画立案した。
高崎はこの功勲をもって三越の顧問に招請され、またフジサンケイグループのリビング路線展開（サンケイリビング新聞・ディノス・ESSE）の基盤をも築いた。1976年には純邦楽番組『キンカン素人民謡名人戦』の代理司会者を務めたこともある。
フリーに転向後も、『リビング2』『リビング4』の流れをくむ『レディス4』（のちの『L4 YOU!』、テレビ東京）のメインキャスターを長年務めた。また、三越のイベント（自らの名を冠した『一郎まつり』等）の企画立案からオリジナル商品の開発、司会進行、客の着物の見立てなど担当したが、体調不良を理由に『レディス4』からは2003年2月28日放送分をもって降板した。
2013年8月10日午前3時38分に老衰のため82歳で死去。

## 主な出演番組
| 期間                 | 期間                 | 番組名                                                   | 役職                       |
| -------------------- | -------------------- | -------------------------------------------------------- | -------------------------- |
| ニッポン放送在籍時代 | ニッポン放送在籍時代 | 今週のヒット・パレード ※後に『ベスト・ヒット・パレード』 | メインパーソナリティ       |
| ニッポン放送在籍時代 | ニッポン放送在籍時代 | 高崎一郎のオールナイトニッポン                           | メインパーソナリティ       |
| 1969年11月1日        | 1975年12月31日       | オールナイトフジ（フジテレビ）                           | 司会                       |
| 1970年10月           | 1971年9月            | 東京ホームジョッキー（フジテレビ）                       | 司会                       |
| 1971年10月           | 1975年9月            | リビング4（フジテレビ）                                  | 司会                       |
| 1975年10月           | 1982年3月31日        | リビング2（フジテレビ）                                  | 司会                       |
| 1976年4月            | 1976年6月            | キンカン素人民謡名人戦（フジテレビ）                     | 隔週交代での司会           |
| 1983年5月            | 2003年2月            | レディス4（テレビ東京）                                  | メイン司会                 |
| 1995年4月            | 1996年3月            | チャンネル99（テレビ朝日）                               | コーナーでのレギュラー出演 |
| 1996年4月            | 1996年9月            | Q99（テレビ朝日）                                        | コーナーでのレギュラー出演 |
| 1996年10月           | 1997年3月            | Q99II（テレビ朝日）                                      | コーナーでのレギュラー出演 |

## 著書
- 『ディスク・ジョッキーへの近道』新興楽譜出版社、1966年9月1日。NDLJP:2512339。

## 関連人物
- 亀渕昭信（学生時代に高崎邸でレコード整理等のアルバイトをしており、高崎の強い推薦でニッポン放送に入社）
- 朝妻一郎（高崎にさそわれパシフィック音楽出版設立時に同社に入社。彼の息子はフジテレビ社員の朝妻一である）